# Sadik Achmet
Sadik Achmet (gr. Σαδίκ Αχμέτ, tur. Sadık Ahmet; ur. 1 stycznia 1947 w Komotini, Grecja; zm. 25 lipca 1995 tamże) – grecki polityk tureckiego pochodzenia. Założyciel Partii Przyjaźni, Równości i Pokoju.
Został wybrany na posła do greckiego parlamentu w czerwcu 1989. Pół roku później, 24 stycznia 1990 został postawiony przed sądem z powodu głoszenia, iż członkowie muzułmańskiej mniejszości w Tracji są Turkami oraz za nazywanie siebie „Turkiem” w swojej broszurze wyborczej. Po dwudniowym procesie został skazany za zniesławienie oraz szerzenie dezinformacji na 18 miesięcy więzienia. Opuszczając salę rozpraw mówił:

Wysłano mnie do więzienia wyłącznie dlatego, że jestem Turkiem. Jeśli bycie Turkiem jest przestępstwem, to powtarzam, że jestem Turkiem i nim pozostanę.

Sadik Achmet zmarł w budzącym kontrowersje wypadku samochodowym, w którym to samochód z nim, jego żoną oraz rodziną zderzył się z ciągnikiem rolniczym.